# سینپلاس
سینپلاس (به انگلیسی: Sebalter) گروه موسیقی سوئیسی است که از دو برادر تشکیل شده است.
آن‌ها در مسابقه آواز یوروویژن ۲۰۱۲ نماینده سوئیس بودند.